# Roberto Belangero
Roberto Belangero (São Paulo, 28 de junho de 1928 — São Paulo, 30 de outubro de 1996), foi um futebolista brasileiro que atuava como lateral e meia defensivo.
Extremamente habilidoso, é tido como um dos melhores volantes da história do Corinthians, clube onde atuou por treze anos. Roberto Belangero é um dos maiores ídolos da história do clube do Parque São Jorge.

## Carreira
Jogou no Corinthians de 1947 a 1960, participando das conquistas dos estaduais de 1951,1952 e 1954 (o IV Centenário) e do Torneio Rio-São Paulo de 1950,1953 e 1954. Segundo o "Almanaque do Corinthians", do jornalista  Celso Unzelte, ele fez 450 partidas com a camisa alvinegra. Foram 453 vitórias, 88 empates e 88 derrotas. Marcou 22 gols a favor e um contra. Após defender o Corinthians, entre 1947 e 1960, foi jogar no Newell´s Old Boys, da Argentina, onde encerrou a carreira de futebolista.
Chegou a ser técnico corintiano em 1964. Ele, que era auxiliar de Paulo Amaral, dirigiu o time alvinegro por 24 vezes.
Jogou também na seleção brasileira, sendo titular da equipe nas eliminatórias e na preparação para a Copa da Suécia de 1958. Foi eleito para a seleção do Campeonato Sul-Americano de Futebol de 1957.
Entretanto ficou fora da fase final da Copa devido a uma contusão.

## Títulos
Corinthians
- Campeonato Paulista de Futebol: 1951, 1952 e 1954
- Torneio Rio-São Paulo: 1950, 1953 e 1954.

- Pequena Taça do Mundo: 1953